# سيمون باركر
سيمون باركر (بالإنجليزية: Simon Barker)‏ (4 نوفمبر 1964 في المملكة المتحدة - ) هو لاعب كرة قدم بريطاني في مركز الوسط. شارك مع منتخب إنجلترا تحت 21 سنة لكرة القدم. أما مع النوادي، فقد لعب مع بلاكبيرن روفرز وبورت فايل وكوينز بارك رينجرز.

## وصلات خارجية
- سيمون باركر على موقع قاعدة بيانات كرة القدم.إي يو (الإنجليزية)
- سيمون باركر على موقع Soccerbase.com (لاعب) (الإنجليزية)
- سيمون باركر على موقع عالم كرة القدم.نت (الإنجليزية)